# Anna Pasiarová
Anna Pasiarová (Tatranská Lomnica, 18 dicembre 1949) è un'ex fondista cecoslovacca.
A volte è indicata anche come Anna Pasiarová-Gajancová, dal cognome del marito.

## Biografia
Nata a Tatranská Lomnica, comune in seguito accorpato a Vysoké Tatry, in Coppa del Mondo esordì nella gara inaugurale del 9 gennaio 1982 a Klingenthal, ottenendo subito il primo podio (3ª).
In carriera prese parte a due edizioni dei Giochi olimpici invernali, Innsbruck 1976 (15ª nella 5 km, 13ª nella 10 km, 6ª nella staffetta) e Lake Placid 1980 (27ª nella 10 km, 16ª nella 20 km), e a due dei Campionati mondiali (5ª nella staffetta Oslo 1982 il miglior risultato).

## Palmarès

### Coppa del Mondo
- Miglior piazzamento in classifica generale: 6ª nel 1982
- 4 podi (tutti individuali[1]):
  - 2 secondi posti
  - 2 terzi posti